# ナヴィーン・アンドリュース
ナヴィーン・アンドリュース（Naveen Andrews、本名: Naveen William Sidney Andrews、1969年1月17日 - ）は、イギリス・ロンドン出身の俳優。

## 来歴
インド・ケーララ州出身の両親から移民した英国にて生まれる。キリスト教プロテスタントのメソジスト教派。小さい頃はギルドホール音楽演劇学校で演劇を学んだ。当時の同級生に、ユアン・マクレガーやデヴィッド・シューリスらがいる。
1991年公開の『ロンドン・キルズ・ミー』に出演し名をあげる。1996年の『イングリッシュ・ペイシェント』ではゴールデングローブ賞にノミネートされた。2004年からはテレビシリーズ『LOST』にレギュラー出演した。
2006年と2009年に米国でもっとも美しい人ベスト10に選出される。
2013年10月10日にABC系列で放送開始となった『Once Upon a Time in Wonderland』（『ワンス・アポン・ア・タイム』のスピンオフ）にジャファー役で出演中である。

## 私生活
高校在学中の16歳の時に当時30歳の数学教師と交際するようになり、18歳になった時に同棲をはじめる。ふたりの間には1992年に息子が生まれている。
1990年半ばの2年間、アルコール依存症やヘロイン中毒の問題を抱えていた。
1998年にインディ映画の撮影で21歳年上の女優バーバラ・ハーシーと知り合い、交際を始めロサンゼルスにて一緒に住んでいたが、2005年に友好的に別れる。その後よりを戻すが、2010年に再度別れている。
2007年に、付き合い始めた女性との間に一男を授かり同棲生活をはじめるが、2010年別れを切り出した際に息子ナヴィーン・ジョシュアの親権を自ら獲得する。
2010年5月27日に米国籍を取得した。

## 主な出演作品

### 映画
| 公開年 | 邦題 原題                                                           | 役名                   | 備考       |
| ------ | ------------------------------------------------------------------- | ---------------------- | ---------- |
| 1991   | ロンドン・キルズ・ミー London Kills Me                              | バイク                 |            |
| 1992   | 二重の鏡像 Double Vision                                            | ジミー                 | テレビ映画 |
| 1996   | カーマ・スートラ/愛の教科書 Kama Sutra: A Tale of Love              | ラジャ・シン           |            |
| 1996   | イングリッシュ・ペイシェント The English Patient                    | キップ                 |            |
| 1997   | 恋する2000マイル True Love and Chaos                                | ハニフ                 |            |
| 1998   | マイティ・ジョー Mighty Joe Young                                   | ピンディ               |            |
| 2000   | チャペンデールズ 男性ストリップ劇場殺人事件 The Chippendales Murder | スティーヴ             | テレビ映画 |
| 2002   | ローラーボール Rollerball                                           | サンジャイ             |            |
| 2004   | Bride and Prejudice                                                 | Balraj                 |            |
| 2007   | プラネット・テラー in グラインドハウス Planet Terror in Grindhouse  | アビー                 |            |
| 2007   | ブレイブ ワン The Brave One                                         | デヴィッド・キルマーニ |            |
| 2008   | バイオウルフ Animals                                                | ヴィク                 |            |
| 2013   | ダイアナ Diana                                                      | ハスナット・カーン     |            |

### テレビシリーズ
| 放映年    | 邦題 原題                                                  | 役名                     | 備考                                       |
| --------- | ---------------------------------------------------------- | ------------------------ | ------------------------------------------ |
| 2004-2010 | LOST Lost                                                  | サイード・ジャラー       | 計116話出演                                |
| 2010      | LAW & ORDER:性犯罪特捜班 Law & Order: Special Victims Unit | アッシュ・ラムゼイ捜査官 | 第11シーズン第12話「仮面」                 |
| 2013-2014 | Once Upon a Time in Wonderland                             | ジャファー               | 『ワンス・アポン・ア・タイム』のスピンオフ |
| 2015-2018 | センス8 Sense8                                             | ジョナス・マリキ         | 計18話出演                                 |
| 2018-2019 | インスティンクト -異常犯罪捜査- Instinct                   | ジュリアン・カズンズ     | メインキャスト                             |
| 2022      | ドロップアウト シリコンバレーを騙した女 The Dropout        | サニー・バルワニ         | メインキャスト                             |